# Raye Montague

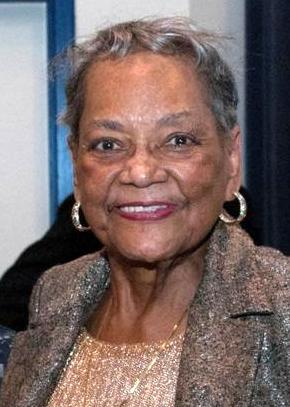
Raye Montague, 2017

Raye Montague (* 21. Januar 1935 in Little Rock, Arkansas; † 10. Oktober 2018 ebenda) war eine US-amerikanische Schiffsingenieurin. Sie schrieb ein Computerprogramm, das das Schiffs-Design der United States Navy revolutionierte und war die erste Person, die ein Schiff mit einem Computersystem entwarf.

## Leben und Werk
Jordan war die Tochter von Rayford Jordan und Flossie Graves Jordan und absolvierte 1952 die Merrill High School. Sie studierte am Arkansas Agricultural, Mechanical & Normal College (jetzt Universität von Arkansas in Pine Bluff) und erhielt 1956 den Bachelor of Science in Business, da zu dieser Zeit im Ingenieurprogramm der Universität von Arkansas keine afroamerikanischen Studenten aufgenommen wurden.
1956 wurde sie als Schreibkraft bei der United States Navy in Washington eingestellt. Dort saß sie neben einem UNIVAC-I-Computer aus den 1950er Jahren und lernte, wie Ingenieure den Computer bedienten. Als alle Ingenieure krank waren, sprang sie ein, um die Maschine zu betreiben. Sie besuchte die Abendschule für Computerprogrammierung, während sie tagsüber weiterarbeitete. Sie wurde als Analystin für Computersysteme am Naval Ship Engineering Center ernannt und arbeitete später als Programmdirektorin für das Naval Sea Systems Command (NAVSEA).
Sie war die erste weibliche Programmmanagerin für Schiffe in der US-Marine und beaufsichtigte 250 Mitarbeiter und die Beschaffung von Geräten für computergestütztes Design und computergestützte Fertigung für mehr als 100.000 Mitarbeiter. Sie arbeitete an der USS Dwight D. Eisenhower und dem ersten Hubschrauber-Angriffsschiff der Marine. Sie revolutionierte die Art und Weise, wie Marineschiffe und U-Boote von Computern entworfen wurden, und wurde am bekanntesten für ihre Arbeit während des Vietnamkrieges, als Präsident Richard Nixon der Marine zwei Monate Zeit gab, um ein Schiffsdesign zu entwickeln. Präsident Richard M. Nixon wollte, dass die Marine Schiffe schneller produzierte, hörte von ihrer Leistung und sandte ihr die Nachricht, einen groben Entwurf eines Schiffes zu entwerfen. Sie bekam alles Personal, das sie brauchte, und ein unbegrenztes Budget. Obwohl Montagues Vorgesetzter ihr nur einen Monat Zeit gab, um die Spezifikationen zu entwerfen, erstellte sie einen Entwurf in nur 18 Stunden und 26 Minuten (zu dieser Zeit dauerte es in der Regel etwa zwei Jahre, bis ein Entwurf für ein Schiff angefertigt war). Ihr Entwurf begründete eine neue Klasse von Lenkflugkörper-Fregatten der Oliver-Hazard-Perry-Klasse, benannt nach dem Typschiff USS Oliver Hazard Perry (FFG-7). Die Fregatten ersetzten die Zerstörer des Zweiten Weltkriegs und ergänzten die Fregatten der Knox-Klasse der 1960er Jahre. Für diese Leistung erhielt sie 1972 den Meritorious Civilian Service Award der Marine. Die Marine begann, ihr System zu verwenden, um ihre Schiffe und U-Boote zu entwerfen. Sie wurde Beraterin für Regierungsbehörden, die Automobilindustrie und unterrichtete an der United States Naval Academy in Annapolis (Maryland). Ihr letztes Marineprojekt war das Atom-U-Boot Seawolf und sie ging 1990 in den Ruhestand.
Sie war dreimal verheiratet, 1955 mit Weldon A. Means, 1965 mit David H. Montague und 1973 mit James Parrott. Als ihre dritte Ehe endete, benutzte sie wieder den Namen Montague.

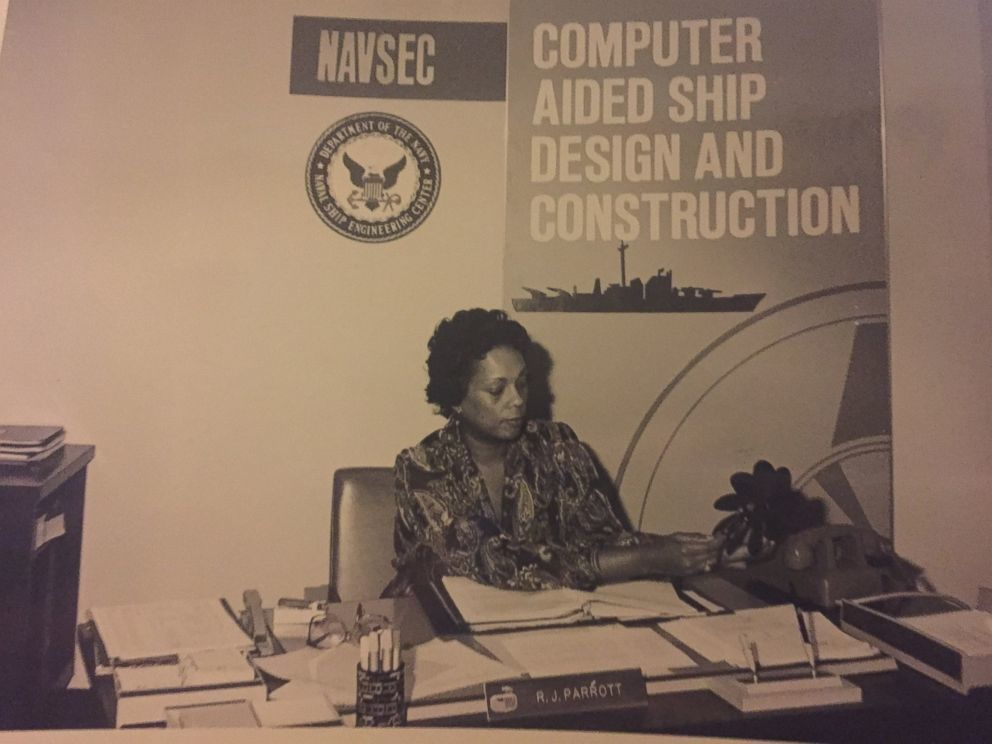
Raye Montague um 1970

## Mitgliedschaften
- LifeQuest, Arkansas
- The Links Inc.
- Alpha Kappa Alpha Sorority
- Arkansas Association of University Women
- American Contract Bridge League

## Auszeichnungen (Auswahl)
- 1972: Meritorious Civilian Service Award, US Navy
- 1978: Society of Manufacturing Engineers Achievement Award
- 1988: National Computer Graphics Association Award for the Advancement of Computer Graphics
- 2018: Arkansas Women’s Hall of Fame